# Mirini
Tribu
Les Mirini sont une tribu d'insectes hémiptères hétéroptères (punaises) de la famille des Miridae et de la sous-famille des Mirinae.

## Liste des genres

### A
Acanthocranella - 
Acanthopeplus - 
Actinonotus - 
Adelphocoridea - 
Adelphocoris - 
Adelphocorisella - 
Adnotholopus - 
Adphytocoris - 
Adpiasus - 
Adtaedia - 
Agnocoris - 
Alloeochrus - 
Alloeonotus - 
Allorhinocoris - 
Anexochus - 
Anosibea - 
Apantilius - 
Aphanosoma - 
Apolygopsis - 
Apolygus - 
Araucanomiris - 
Argenis - 
Aristopeplus - 
Atahualpacoris - 
Austrocapsus - 
Austropeplus - 
Azumamiris

### B
Bertsa - 
Bipuncticoris - 
Bispinocoris - 
Bolivarmiris - 
Boliviocapsus - 
Boliviocoris - 
Bolteria - 
Bowdenella - 
Brachycoleus - 
Buettneriella

### C
Calocoris - 
Calocorisca - 
Calocoropsis - 
Calondas - 
Calyptodera - 
Camptozygum - 
Capsodes - 
Capsus - 
Carvalhocapsus - 
Castanopsides - 
Catarinea - 
Charagochilus - 
Cheilocapsidea - 
Cheilocapsus - 
Chileaia - 
Chilocrates - 
Chimsunchartella - 
Chinamiris - 
Chrysodasia - 
Cixacoris - 
Closterotomus - 
Coccobaphes - 
Corcovadisca - 
Coyolesia - 
Creontiades - 
Cyphodema - 
Cyphodemidea - 
Cyphoxacicoris

### D
Dagbertus - 
Derophthalma - 
Derophthalmoides - 
Dichrooscytus - 
Diognetus - 
Diomocoris - 
Dionconotus - 
Diplotrichiella

### E
Eblis - 
Ectopiocerus - 
Eglerocoris - 
Elektra  - 
Elthemidea - 
Eocalocoris - 
Eolygus - 
Epimecellus - 
Eremobiellus - 
Eubatas - 
Euchilocoris - 
Euphytocoris - 
Eurystylomorpha - 
Eurystylopsis - 
Eurystylus

### F
Fangumellus - 
Fortunacoris - 
Froeschneriella

### G
Galapagomiris - 
Ganocapsinus - 
Ganocapsisca - 
Ganocapsoides - 
Ganocapsus - 
Garganisca - 
Garganus - 
Gauchocoris - 
Gianellia - 
Gigantomiris - 
Gollneria - 
Gorna - 
Gracilimiris - 
Grypocoris - 
Guianella - 
Gutrida

### H
Hadrodemus - 
Henicocnemis - 
Henrylygus - 
Heterolygus - 
Heteropantilius - 
Hissaritus - 
Histriocoridea - 
Histriocoris - 
Horcias - 
Horciasinus - 
Horciasisca - 
Horciasoides - 
Horistus - 
Horvathiella - 
Horwathia

### I
Ialibua - 
Incamiris - 
Irbisia - 
Iridopeplus - 
Ischnoscelicoris - 
Isoldalinus

### J
Jacchinus - 
Josifovolygus - 
Juinia

### K
Kiambura - 
Kiwimiris - 
Knightomiris - 
Koreocoris - 
Kraussmiris

### L
Lampethusa - 
Lamprocapsidea - 
Liistonotus - 
Lilianocoris - 
Lincolnia - 
Linocerocoris - 
Liocapsidea - 
Liocapsus - 
Liocoris - 
Loristes - 
Lucitanus - 
Lygidea - 
Lygidolon - 
Lygocorias - 
Lygocorides - 
Lygocoris - 
Lygus

### M
Macednus - 
Macgregorius - 
Macrolygus - 
Macropeplus - 
Madondo - 
Mahania - 
Maxacalinus - 
Megacoelopsis - 
Megacoelum - 
Mermitelocerus - 
Metasequoiamiris - 
Metriorrhynchomiris - 
Micromimetus - 
Minasmiris - 
Minytus - 
Miridius - 
Miridoides - 
Miris - 
Mirivena - 
Mixocapsus - 
Miyamotoa - 
Mollendocoris - 
Monalocorisca - 
Monopharsus - 
Moroca - 
Morocisca - 
Mourecoris

### N
Nannomiris - 
Neoborella - 
Neoborops - 
Neocapsus - 
Neolygopsis - 
Neolygus - 
Neomegacoelum - 
Neopeplus - 
Neosapinnius - 
Neostenotus - 
Nepiolygus - 
Nesosylphas - 
Neurocolpus - 
Niastama - 
Nonlygus - 
Notholopisca - 
Notholopus

### O
Ochtherocapsus - 
Odontoplatys - 
Oecophyllodes - 
Ommatodema - 
Onderothops - 
Oreolygus - 
Orientocapsus - 
Orientomiris - 
Orthops - 
Oxacicoris

### P
Pachylygus - 
Pachypeltocoris - 
Pachypterna - 
Pantilius - 
Pappus - 
Paramiridius - 
Paurolygus - 
Peltidolygus - 
Peltidopeplus - 
Perumiris - 
Pharyllus - 
Philostephanus - 
Phytocoridea - 
Phytocoris - 
Phytocorisca - 
Piasus - 
Pinalitopsis - 
Pinalitus - 
Plesioborops - 
Plesiocapsus - 
Plesiolygus - 
Pleurochilophorus - 
Poeas - 
Poecilocapsus - 
Poecilonotus - 
Polymerias - 
Polymerus - 
Poppiocapsidea - 
Poppiomegacoelum - 
Proba - 
Proboscidocoris - 
Prolygus - 
Protaedia - 
Pseudeurystylus - 
Pseudolygocoris - 
Pseudolygus - 
Pseudomegacoelum - 
Pseudopantilius - 
Pycnocoris

### Q
Quichuamiris - 
Quitocoris

### R
Rauniella - 
Reuterista - 
Rhabdomiris - 
Rhabdoscytus - 
Rhasis - 
Rondonegeria - 
Ruspoliella - 
Ryukulygus

### S
Sabactiopus - 
Sabactus - 
Salignus - 
Sanluizia - 
Sapinnius - 
Saundersiella - 
Schoutedeniella - 
Sidnia - 
Sinopecoris - 
Stenoparedra - 
Stenopterna - 
Stenotus - 
Stittocapsus - 
Stomatomiris'

### T
Taedia - 
Taurocalocoris - 
Taylorilygus - 
Teratocapsus - 
Thania - 
Thiomiris - 
Tinginotopsis - 
Tinginotum - 
Tolongia - 
Tracheluchus - 
Trichobasis - 
Trichocapsus - 
Tropidophorella - 
Tropidosteptes - 
Tuicoris

### U
Ulumiris - 
Urubumiris - 
Urucuiana

### V
Vairocanamiris - 
Vissosamiris - 
Volumnus

### W
Warrisia - 
Waucoris - 
Wekamiris

### X
Xavantinisca

### Y
Yamatolygus - 
Yngveella

### Z
Zalmunna - 
Zygimus - 

sources: On-line Systematic Catalog of Plant Bugs (Insecta: Heteroptera: Miridae), plus (2) 
Koreocoris -  Fangumellus
En synonymie (115): 
Alda - 
Amphicapsus - 
Arbolygus - 
Bahiamiris - 
Berta - 
Boliviomiris - 
Brachybasis - 
Callodemas - 
Calocoridea - 
Calocorisellus - 
Camptochilella - 
Carvalhocoris - 
Carvalhopantilius - 
Charitides - 
Charitocoris - 
Cometocoris - 
Compsocerocoris - 
Conometopus - 
Coreidomiris - 
Cyrtocapsidea - 
Dhohochilus - 
Dioncus - 
Dionyza - 
Diophantus - 
Dirhopalia - 
Dolicholygus - 
Ecertobia - 
Eckerleinius - 
Egeria - 
Elthemus - 
Epimecis - 
Eriamiris - 
Eurycyrtus - 
Eutinginotum - 
Exolygus - 
Exopantilius - 
Exophytocoris - 
Fulgentius - 
Gismunda - 
Gotocapsus - 
Gressittmiris - 
Gryllocoris - 
Hadrodema - 
Hermotinus - 
Homodemus - 
Indoelum - 
Ischnias - 
Ischnoscelis - 
Kangra - 
Korasiocapsus - 
Ktenocoris - 
Leptophytocoris - 
Liocoridea - 
Lophyromiris - 
Lophyrus - 
Lopistus - 
Lygopsis - 
Macrocalocoris - 
Makua - 
Meginoe - 
Metopicoris - 
Metriorrhynchus - 
Montanorthops - 
Nasutimiris - 
Neoborus - 
Nesodaphne - 
Notholopoides - 
Nymannus - 
Nyodochilus - 
Odhukochilus - 
Olympiocapsus - 
Oncognathus - 
Pallacocoris - 
Pantiliodes - 
Paracalocoris - 
Paracyphodema - 
Paralygus - 
Parapantilius - 
Phytocoropsis - 
Pilosicerus - 
Platylygus - 
Plesiocoris - 
Poeciloscytus - 
Poecilosoma - 
Prosopicoris - 
Pycnopterna - 
Rhodolygus - 
Rhopalotomus - 
Rhyssicoris - 
Ribautomiris - 
Ryukyulygus - 
Sabellicus - 
Saundersia - 
Shana - 
Soosocapsus - 
Stechus - 
Stenotopsis - 
Stictophytocoris - 
Systratiotus - 
Tancredus - 
Thyrillus - 
Trichocalocoris - 
Tricholygus - 
Tricholygus - 
Trichophoroncus - 
Turciocoris - 
Tylonotus - 
Umslopogas - 
Verdeius - 
Xenoborus - 
Xenolygus - 
Xerolygus - 
Yambio - 
Zhengiella - 
Zulaimena
Et:
Mendozamiris